# Вежх
Вежх (пол. Wierzch) — село в Польщі, у гміні Ґлоґувек Прудницького повіту Опольського воєводства.
Населення — 425 осіб (2011).

## Демографія
Демографічна структура станом на 31 березня 2011 року:
|          | Загалом | Допрацездатний вік | Працездатний вік | Постпрацездатний вік |
| -------- | ------- | ------------------ | ---------------- | -------------------- |
| Чоловіки | 208     | 37                 | 147              | 24                   |
| Жінки    | 217     | 32                 | 125              | 60                   |
| Разом    | 425     | 69                 | 272              | 84                   |